# Confronto russo-turco na Síria
Confronto russo-turco ou crise russo-turca refere-se a um conflito que intensificou e se transformou em uma crise militar entre a Turquia e a Rússia após a derrubada, em novembro de 2015, de um Su-24 da Força Aérea Russa pela Força Aérea Turca depois de uma suposta violação do espaço aéreo.
Após esse evento, a crise se estende não apenas as áreas diplomáticas e militares, mas também aos meios econômicos, culturais e desportivos. 
O aumento da agressão militar russa e as respostas hostis turcas contribuíram para aumentar a escalada. Os confrontos aéreos entre as duas nações se tornaram mais comuns. A Turquia acusa as forças russas de violar o espaço aéreo turco e de crimes de guerra contra os turcomanos sírios.  Os militares russos acusam a Turquia de laços econômicos ilegais com o Estado Islâmico e planejar uma intervenção militar na Síria. 
A tensão entre a Rússia e a Turquia diminui em 29 de junho de 2016 após o contato direto entre o presidente russo Vladimir Putin e seu colega turco Recep Tayyip Erdogan, em que se comprometem a normalizar as relações bilaterais.